# 孙长江
孙长江（1933年1月15日—2020年6月19日），福建晋江人，中国哲学思想家，首都师范大学教授。

## 生平
1933年1月15日（一说1933年10月）生于福建厦门，在家排行第三。5岁时因为家庭变故跟随母亲到泉州生活。母亲在一所小学当老师，靠微薄的薪水养家并供孙长江读完了小学、初中。
1949年9月，正在读高中二年级的孙长江报名参加中国人民解放军。先后在第29军、福建军区永安军分区担任文工队员、记者、干事。1952年8月，他从部队被选调进入中国人民大学研究生班历史系学习，1955年毕业后留校哲学系任教，主要从事中国哲学史教学和研究工作。他曾深入分析了中国近代思想家谭嗣同的本体论和认识论，指出其唯心主义的实质被时代和阶级所决定，对李泽厚的观点提出了全面反驳。
文化大革命期间，孙长江被下放到江西省余江县五七干校劳动。1973年4月，任国务院科教组《人民教育》编辑部编辑。1977年5月，任中共中央党校理论研究室副研究员、副主任。1978年，参与撰写《光明日报》特约评论员文章《实践是检验真理的唯一标准》，改变了中国的政治局面。
1983年1月，孙长江调入北京师范学院（1992年改称首都师范大学）政教系，任中国哲学思想研究室主任。1987年至1989年，兼任《科技日报》社副总编辑。1994年创建首都师范大学东方思想文化研究所。1998年10月离休。他还在中国文化书院工作，曾任导师、副理事长等职。与同书院的季羡林、汤一介主编有《神州文化集成》《中国历史文化名人传》等丛书。
2009年，入选“共和国60年影响中国经济60人”。2014年12月23日，获中国文化书院三十周年庆典贡献奖。
2020年6月19日下午15时32分在北京逝世。

## 著作
- 孙长江. . 上海人民出版社. 1989. ISBN 7208004994.